# Bardeh Zard
Bardeh Zard (persiska: بَردِه زَرد, برده زرد) är en ort i Iran.   Den ligger i provinsen Västazarbaijan, i den nordvästra delen av landet, 500 km väster om huvudstaden Teheran. Bardeh Zard ligger 1 624 meter över havet och antalet invånare är 984.
Terrängen runt Bardeh Zard är kuperad söderut, men norrut är den platt. Runt Bardeh Zard är det ganska glesbefolkat, med 50 invånare per kvadratkilometer. Närmaste större samhälle är Būkān, 17,1 km nordväst om Bardeh Zard. Trakten runt Bardeh Zard består i huvudsak av gräsmarker.